# Goodingius adhaerens
Goodingius adhaerens is een eenoogkreeftjessoort uit de familie van de Clausidiidae. De wetenschappelijke naam van de soort is voor het eerst geldig gepubliceerd in 1907 door Williams.